# Arquitetura indígena do Brasil

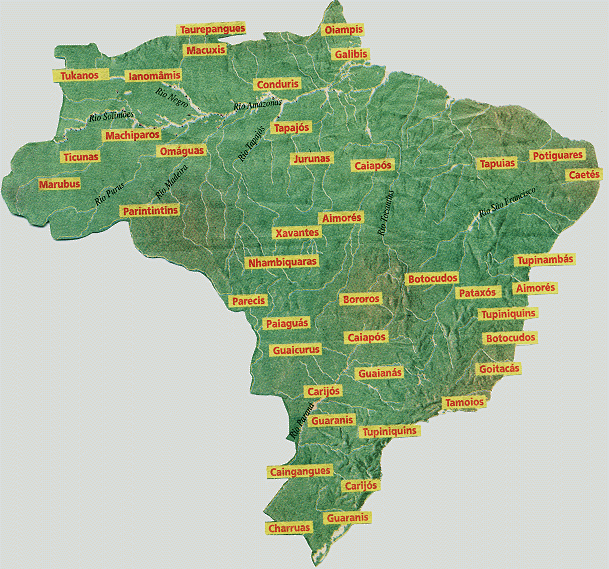
Mapa mostrando algumas das etnias predominantes no Brasil.

A arquitetura índigena do Brasil é o estudo das formas de construção dos indígenas do país.
Dada a precariedade de fontes sobre as culturas indígenas brasileiras, há grande dificuldade em relatar cada uma das comunidades. No entanto, entre todo o território, elas possuíam entre si mais semelhanças do que diferenças, como seu modo de viver, habitações, cultos religiosos, caça e sistemas construtivos. Não há classes sociais entre os indígenas; todos tem os mesmos deveres e direitos com tratamento igualitário. 
A arquitetura é feita de modo vernacular. O clima tropical, úmido, com temperaturas amenas fez com que não houvesse a necessidade de materiais mais elaborados. Antes da chegada europeia no território brasileiro, havia em torno de 5 milhões de nativos, estando divididos em comunidades ao longo da região brasileira. Contando com mais de 220 etnias, atualmente, o país soma mais de 454 mil índios.

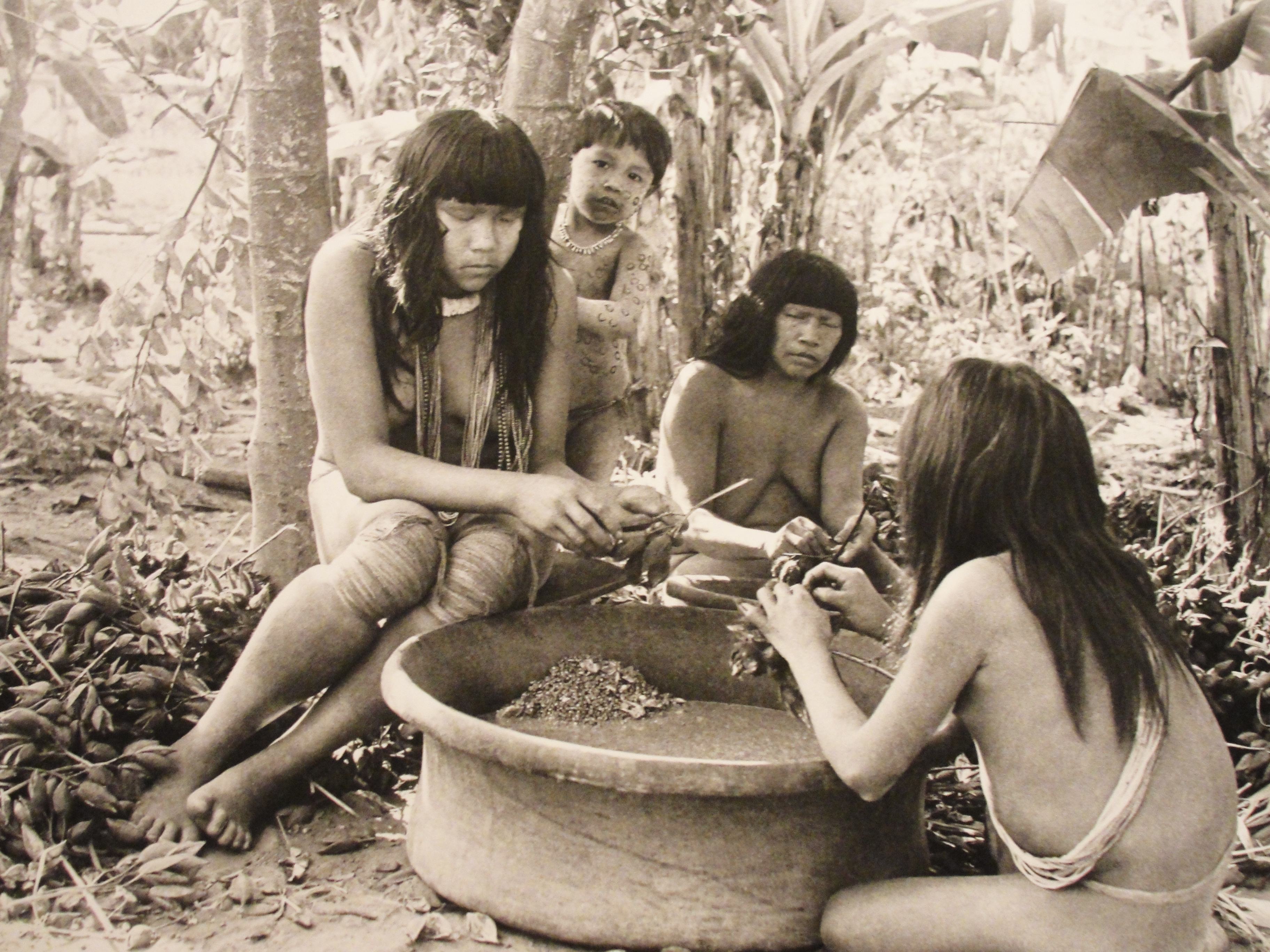
Mulheres da aldeia xinguana Kuikuro no preparo de alimentos.

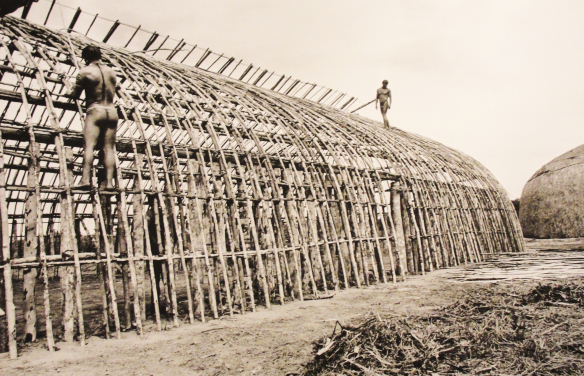
Construção de maloca de homens da comunidade xinguano Kuikuro.

O modo de viver indígena é baseado em ocas e malocas, com certas peculiaridades entre algumas etnias, mas sendo seus sistemas construtivos bem parecidos. A forma mais simples das habitações indígenas são as ocas, uma casa unifamiliar, que podem possuir várias delas em uma única aldeia. Já a maloca é a unidade multifamiliar que consiste em uma junção das ocas, onde toda ou uma parte da comunidade vive nela. A tradição construtiva singular não significa que seja a única solução arquitetônica. Entre as etnias há diferenças na construção do espaço.

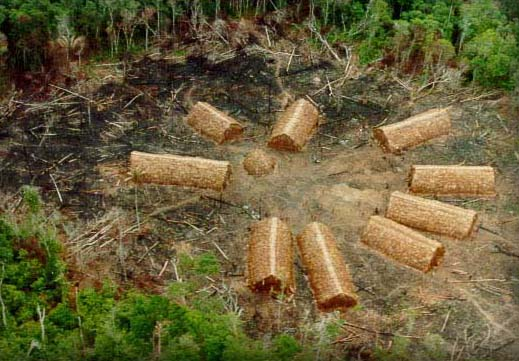
Os Enauenê-Nauês (MT), grupo da família linguística Aruaque, vivem em aldeias formadas por grandes casas retangulares e uma casa circular, localizada mais ou menos no centro, onde ficam guardadas as suas flautas.

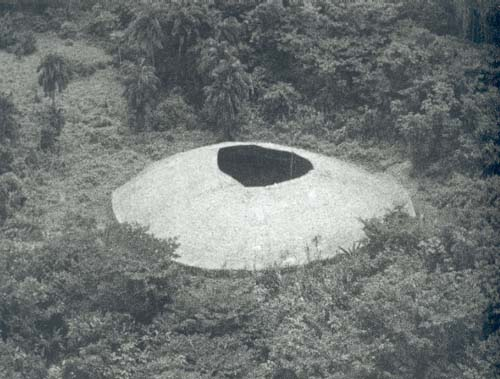
Os Yanomami costumam viver em uma casa agregando várias famílias, a maloca Toototobi (AM). Lá reúnem-se todos os membros da aldeia, sendo considerada como entidade política e econômica autônoma.

As aldeias são formadas de modo bastante similar no território brasileiro. Primeiro uma pequena clareira é aberta, e as árvores de grande portes são cortadas para não caírem sobre as casas no futuro. Enquanto isso, a vegetação natural começa a cobrir o primeiro anel, dificultando a chegada aos mais externos. Do lado mais externo do círculo da aldeia, localiza-se a área destinada ao plantio. Quando o solo se exaure, um novo círculo externo é preparado. Passados ao redor de doze anos, as hortas estão ficam muito mais distantes e o anel original está mais denso, então a aldeia é abandonada.
A formação da aldeia pode também ser de forma externa, sendo circular, quadrada ou interna, com o centro de uma grande maloca. Sua organização sócio-espacial é formada por várias ocas, malocas ou um conjunto de malocas onde residem várias famílias, chegando a 400 pessoas, com suas variações. A forma mais simples nas habitações indígenas são as ocas. É importante ressaltar que tem um viés de generalização sobre os termos. Cada etnia possui seu próprio método e modo de viver.
As malocas são construções distribuídas ortogonalmente, formando uma grande praça central na qual atividades do cotidiano são realizadas, como festas, rituais sagrados e cerimônias. É dividida internamente pela estrutura do telhado em espaços quadrados. As ocas são unifamiliares e cada comunidade tem sua diferença na quantidade, qualidade e tecnologia arquitetônica na formação de sua comunidade. Quando alguma etnia não faz o uso de malocas, as ocas são ocupadas ao redor de um território afim de formar uma praça central.
A divisão da maloca era por zonas climáticas e não de atividades, a atividade adequada era executada em locais com temperaturas naturalmente ou artificialmente adequadas. Seu desenho interno tem significados especiais, permitindo reviver os grandes cerimoniais, trajetórias histórias e mitos da sociedade. Durante anos, as construções foram alvos de ataque por missionários, resultando em completo abandono.

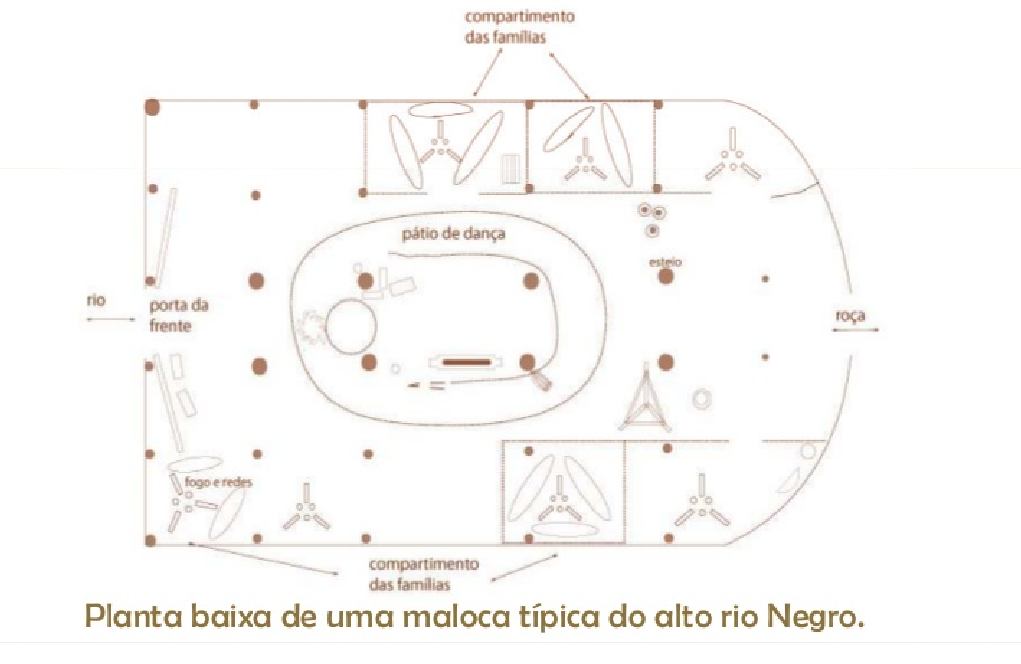
Planta baixa de uma maloca.

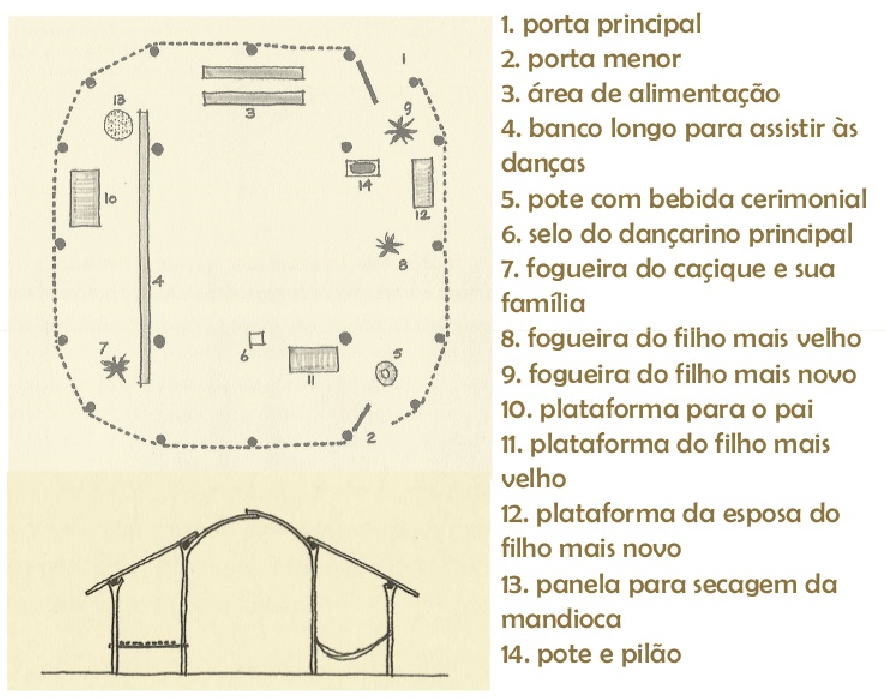
Centro de atividades de maloca. A sua dinamização varia de acordo com etnias.

## Por etnia

### Etnia Bororo

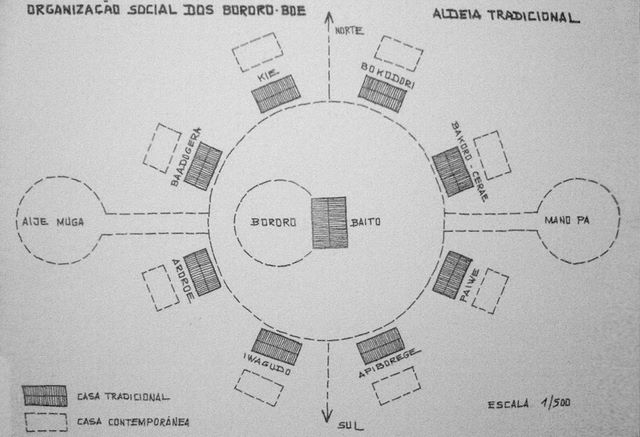
Organização espacial Bororo

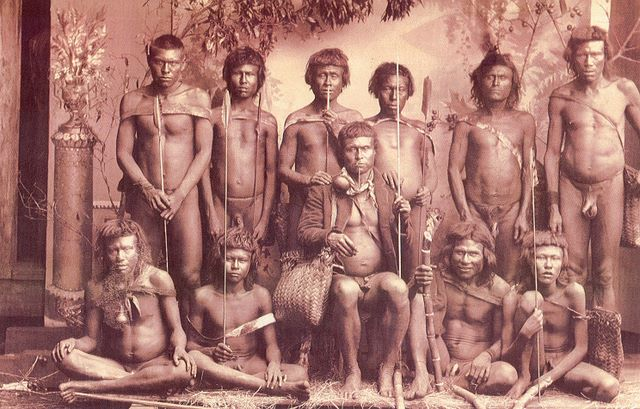
Índios Bororo pela lente de Marc Ferrez. A foto é de 1880, anos antes da Missão Salesiana se instalar na aldeia do Meruri e iniciar uma desintegração da cultura Bororo através do pensamento.

O território tradicional de ocupação Bororo atingia a Bolívia, a oeste; o centro sul de Goiás, ao leste; as margens da região dos formadores do Rio Xingu, ao norte; e, ao sul, chegava até as proximidades do Rio Miranda. Mesmo nos acampamentos temporários, o centro é constituído por uma cabana retangular, a casa dos homens, a oficina e a sala de cerimônias, que serve também como dormitório dos solteiros. A casa do centro é dos homens, em sua volta são as casas distribuídas por famílias. A sua organização é voltada em dois eixos, um seguindo o percurso de rio próximo e outro eixo dedicado a agricultura.
Entre os Bororo, a unidade política é a aldeia, formada por um conjunto de casa dispostas em circulo, ao lado oeste do Baito, casa dos homens, encontra-se a praça cerimonial, a Bororo. Local mais importante de cerimônia da sociedade, mesmo as casa sendo dispostas em modo linear por influência missionária ou agentes do governo, a circularização é a representação ideal do espaço social.  Na sua distribuição das casas ao redor do círculo, cada clã ocupa um lugar específico, a aldeia é divindade em duas metadas exogâmicas, cada uma subdivida em quatros clãs principais.

### Etnia Tiriyó

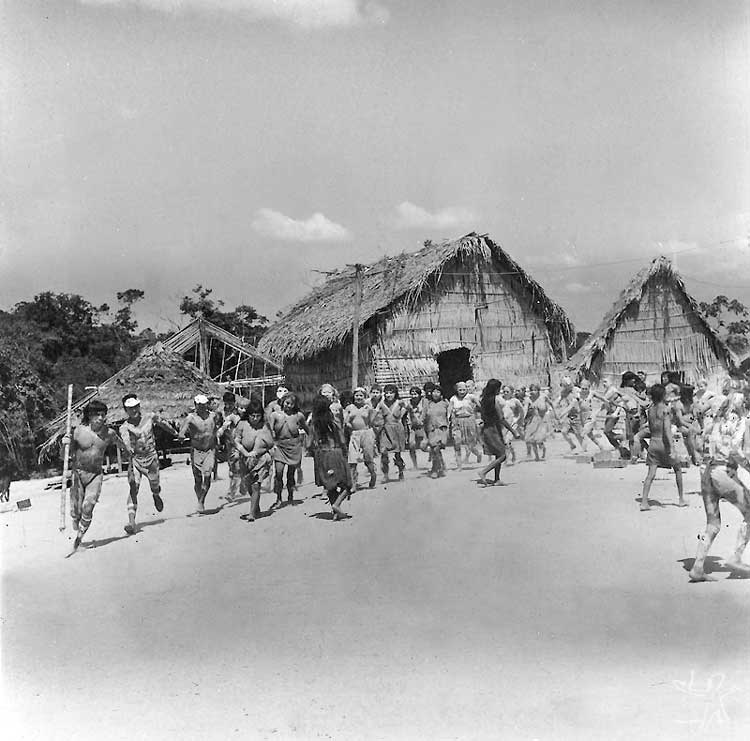
Ritual do povo Tiryó.

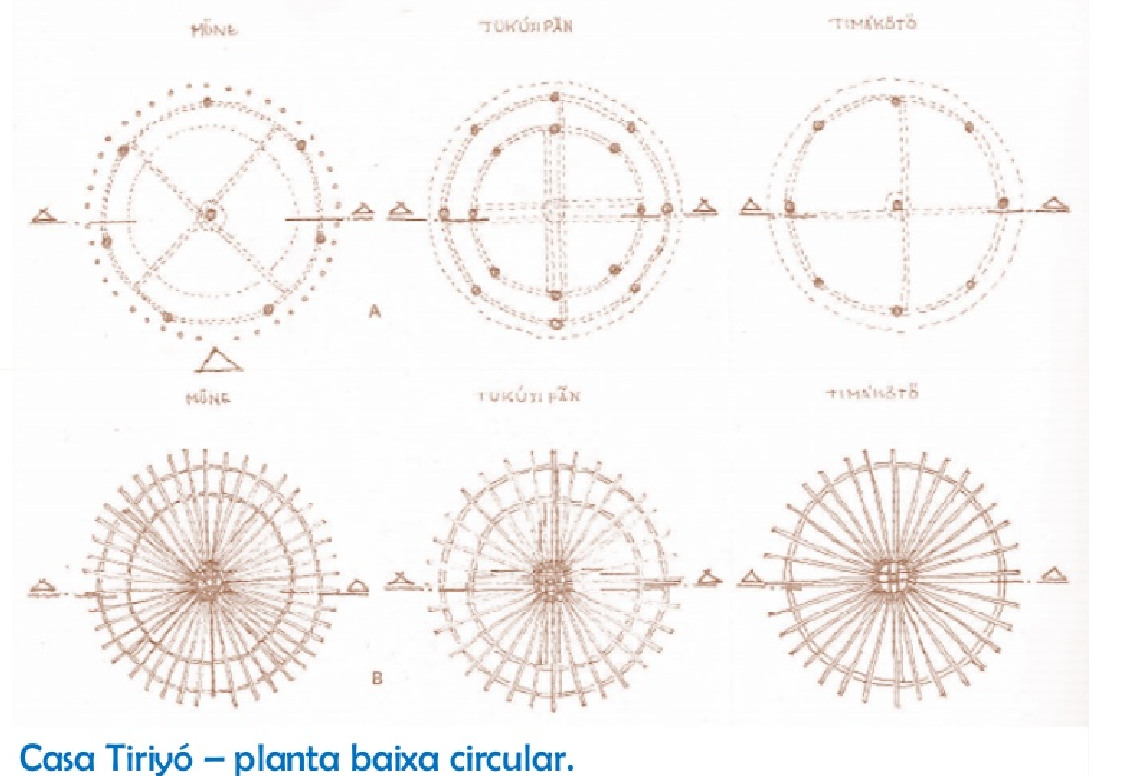
Planta baixa de oca circular Tiriyó

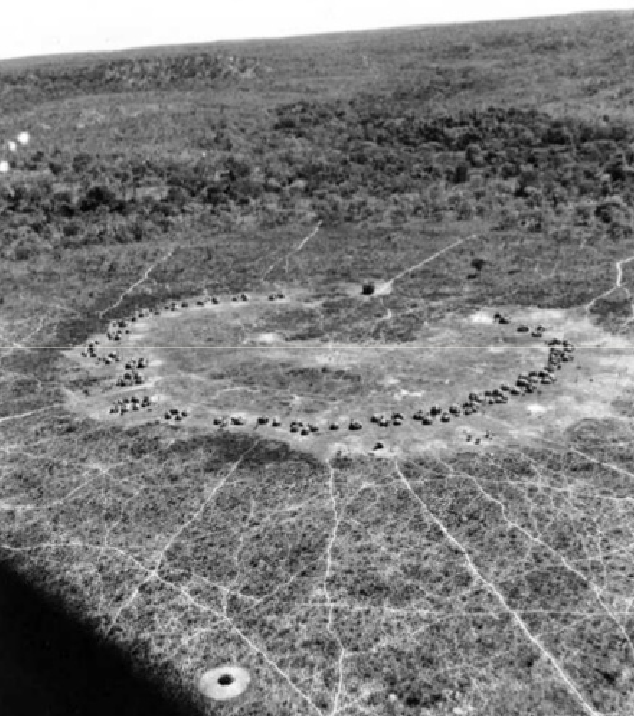
Formação urbana Tiriyó

A região habitada pelos Tiriyó é politicamente dividida entre Brasil e Suriname. Suas terras estendem-se do norte do estado do Pará - entrecortadas por rios que correm para o Amazonas. A aldeia tem como costume ser cercada com hortas e um pouco mais distante, com a floresta. Tem característica um sítio plano, localizado na parte mais alta para facilitar a drenagem do terreno, ficando não mais que 1km de curso d’agua, sendo uma estratégia militar, já que a água abafa o som. O chão deve ser argiloso para danças e cerimônias. O chão arenoso ou rochoso machuca o pé. As suas principais plantações são de mandioca, batata-doce a rararuta.

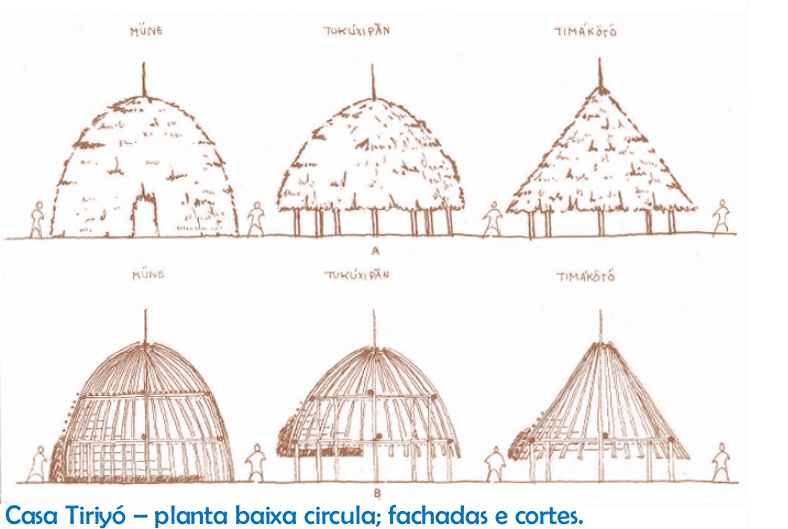
Cortes e fachada de planta circular Tiriyó

### Etnia Yanomamis

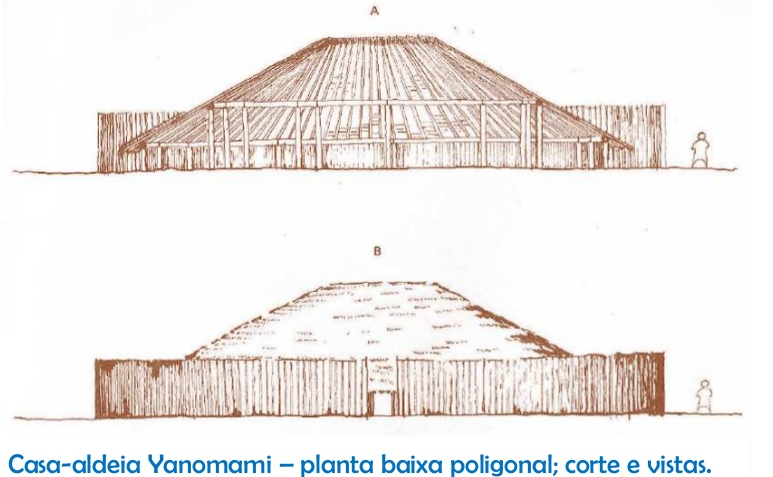
Corte e vista de uma maloca em formato poligonal Yanomami.

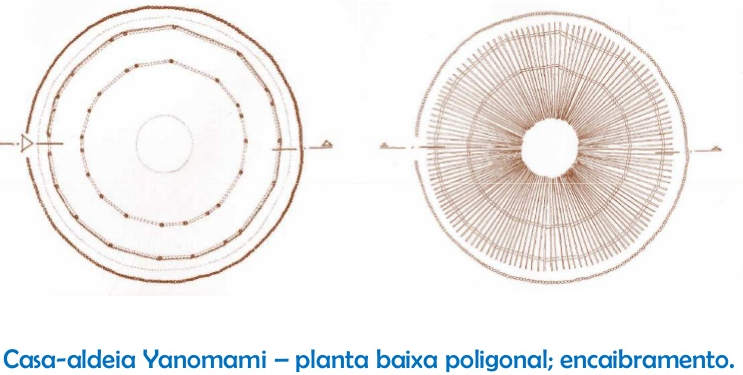
Planta baixa de uma maloca em formato poligonal Yanonami

Os Yanomami, localizado no Amazonas, vivem em grandes casas (malocas) comunais circulares chamadas de yanos ou shabonos, contendo até 400 pessoas, a área central é utilizada para rituais, festas e jogos. Cada família tem sua própria fogueira onde o alimento é preparado e cozido durante o dia e pela noite, as redes são penduradas e o fogo serve para uma boa temperatura.  Para evitar invasores, havia apenas uma entrada, podendo ser fechada por painéis.
A aldeia-casa permanente, ocupada por um grupo de parentes (teri), é chamada de Shabono, e possuiu uma forma circular ou poligonal, correspondendo cada lado do polígono à residência de uma família (nano). Após um ou dois anos as folhas começam a romper-se, ou se torna necessário queimar a aldeia a fim de destruir baratas, aracnídeos e outras pragas invasoras, de modo que a casa não dura mais do que um ou dois anos. Não existem tipos distintos de shabono, havendo apenas variação de tamanho, em função do numero de pessoas que abriga. A cobertura das unidades de moradia é articulada de modo a formar uma única superfície que abriga a todas.

### Etnia Tukano

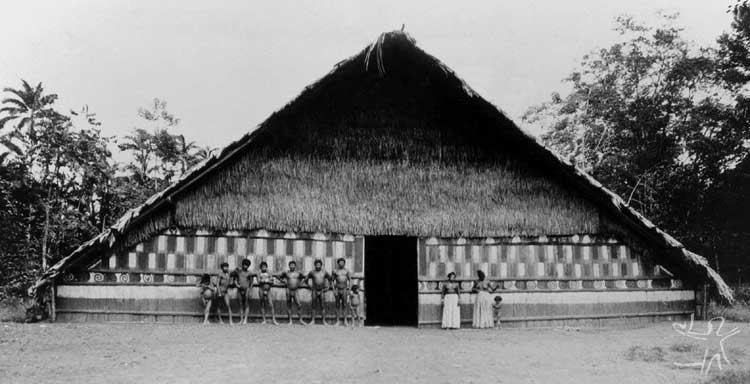
Maloca tukano

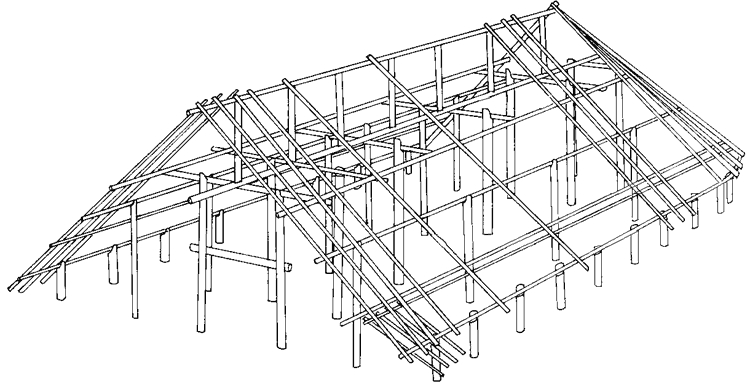

Os indígenas Tukanos que vivem na bacia do Vaupés entre Brasil e Colômbia. Sua casa tradicional, a maloca, abriga várias famílias de irmãos casados, mas é encontrada agora apenas em áreas remotas. É separada dos vizinhos por várias horas de caminhada e construída em clareira, perto de um rio e de uma roça de mandioca. É sempre retangular, mas há grupos do Sul que constroem uma extensão em uma das extremidades em forma de abside e outros que constroem casas circulares. As malocas são dotadas de apoios verticais duplos que suportam vigas paralelas. Sobre a peça que une os dois pilares, uma espécie de pontilhão vertical apoia a cumeeira. As malocas maiores podem ter até sete desses apoios e as menores quatro. O espaço central é mais público e os próximos às paredes, privados. O telhado de palha tem águas que vão quase até o chão e beirais que avançam nas empenas. As extremidades são vedadas com palha trançada ou tábuas de madeira pintadas com animais míticos. A porta principal está voltada para o leste, pertence aos homens e dela sai o caminho que leva ao rio. No interior, há área reservada para visitantes, rituais e preparo da coca, onde também dormem os homens solteiros. A área em torno dos quatro apoios centrais é sagrada e abriga as danças. Nela, suspenso por um cipó, fica o cesto dos ornamentos rituais, considerado o coração da maloca e do grupo. No lado oposto, fica o fogo noturno e, atrás, no chão de terra batida, o recipiente de madeira que guarda o caxiri ou “cerveja de mandioca”. A extremidade oeste, a da porta das mulheres, é usada para tarefas domésticas e abriga o grande prato de cerâmica para fazer beiju, além dos utensílios para cozinhar e processar mandioca. Durante certos rituais, uma esteira a divide da área masculina. As famílias ficam alojadas em compartimentos delimitados por esteiras ao longo das paredes maiores, com pequenas portas externas. Nesses espaços, as redes ficam em torno do centro que abriga jirau e arcas. O pátio fronteiro, coberto pelo beiral do telhado, é extensão do espaço da casa e também usado para dança.
A casa Tukano é um mediador simbólico entre o corpo do indivíduo, o grupo e o cosmo. Representa um útero feminino ao qual se penetra pelo leste e também um ancestral masculino, cujo esqueleto é a estrutura da casa, cuja pele e cabelo é sua cobertura e cuja cara pintada volta-se para o leste. O céu, apoiado por montanhas, é representado pela cobertura e pelos pilares que, assim, abrigam o centro cósmico. Cada maloca corresponde a um clã e sua orientação leste/oeste e divisão hierárquica baseada no gênero provê o modelo das casas sobre palafitas ao longo dos rios da Amazônia. As casas circulares do Sul, como as do povo vizinho Yukuna, podem ser vistas como transformações da maloca retangular. 

### Etnias do Alto Xingu

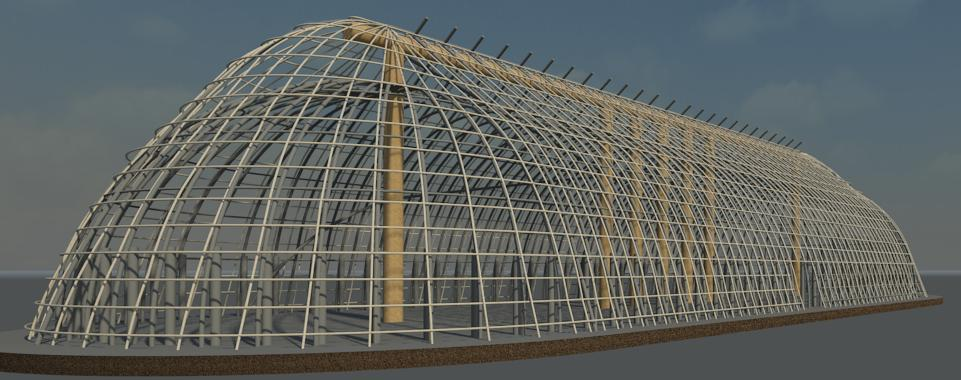
Vista em perspectiva da estrutura típica das habitações do Alto Xingu

No Parque Indígena do Xingu, situado ao norte do estado de Mato Grosso, numa zona de transição florística entre o Planalto Central e a Floresta Amazônica, onde habitam quatorze etnias diferentes pertencentes aos quatro grandes troncos linguísticos indígenas do Brasil: caribe, aruaque, tupi e macro-jê; o quê não impediu, no entanto, que houvesse fortes trocas culturais entre as mesmas; há, no Alto Xingu, uma diplomacia histórica entre as várias etnias que vivem na região, que viabiliza inclusive casamentos entre etnias, além do desenvolvimento do estilo arquitetônico alto xinguano, com especificidades e organização espacial que variam entre as etnias, mas com um aspecto formal e estrutural bastante característico desta região.

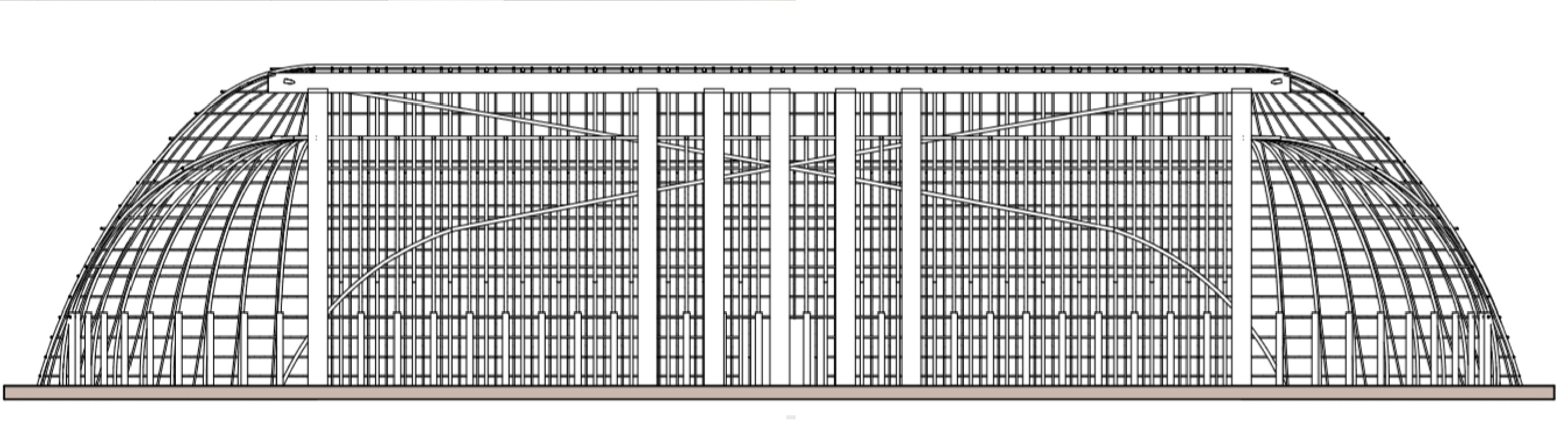
Corte ao longo da Habitação típica dos povos do Alto Xingu

A casa tem de trinta a quarenta metros de extensão, até dez metros de altura e abriga cerca de 30 pessoas. Sua estrutura é composta por uma dois ou mais grandes pilares que apoiam a cumeeira, vários pilaretes nas extremidades, que suportam e seguram a dupla armadura (interna e externa), feita de ripas madeira e bambu amarradas entre si; enquanto que o revestimento é feito com sapê ou folhas de palmeira.[carece de fontes?]

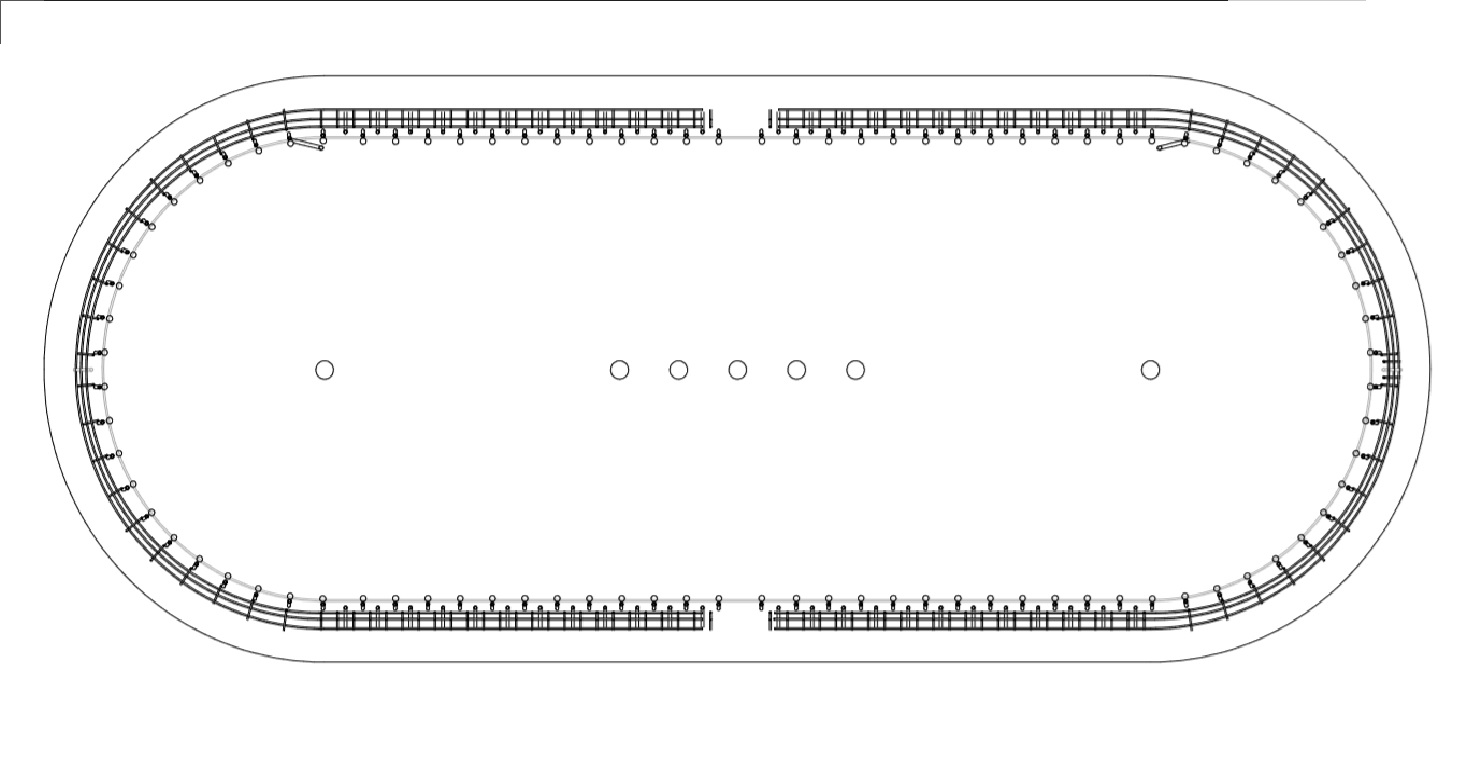
Planta Baixa da Casa Xinguana

A residência xinguana é produzida inteiramente com materiais orgânicos e feita praticamente a mão, com pouquíssimas ferramentas, dura de 15 a 20 anos e leva cerca de sete meses para ser construída.
Quando os indígenas do Alto Xingu casam, eles vão morar na casa da família da esposa e têm que trabalhar para o sogro, para os cunhados.[carece de fontes?] Eles não se falam, a comunicação é feita por meio da esposa, quando o casal começa a ter filhos e aumentar sua família, constroem sua própria casa; a construção das casas é trocada por comida, mas, além disso, os arquitetos também têm um reconhecimento social dentro da comunidade.[carece de fontes?]

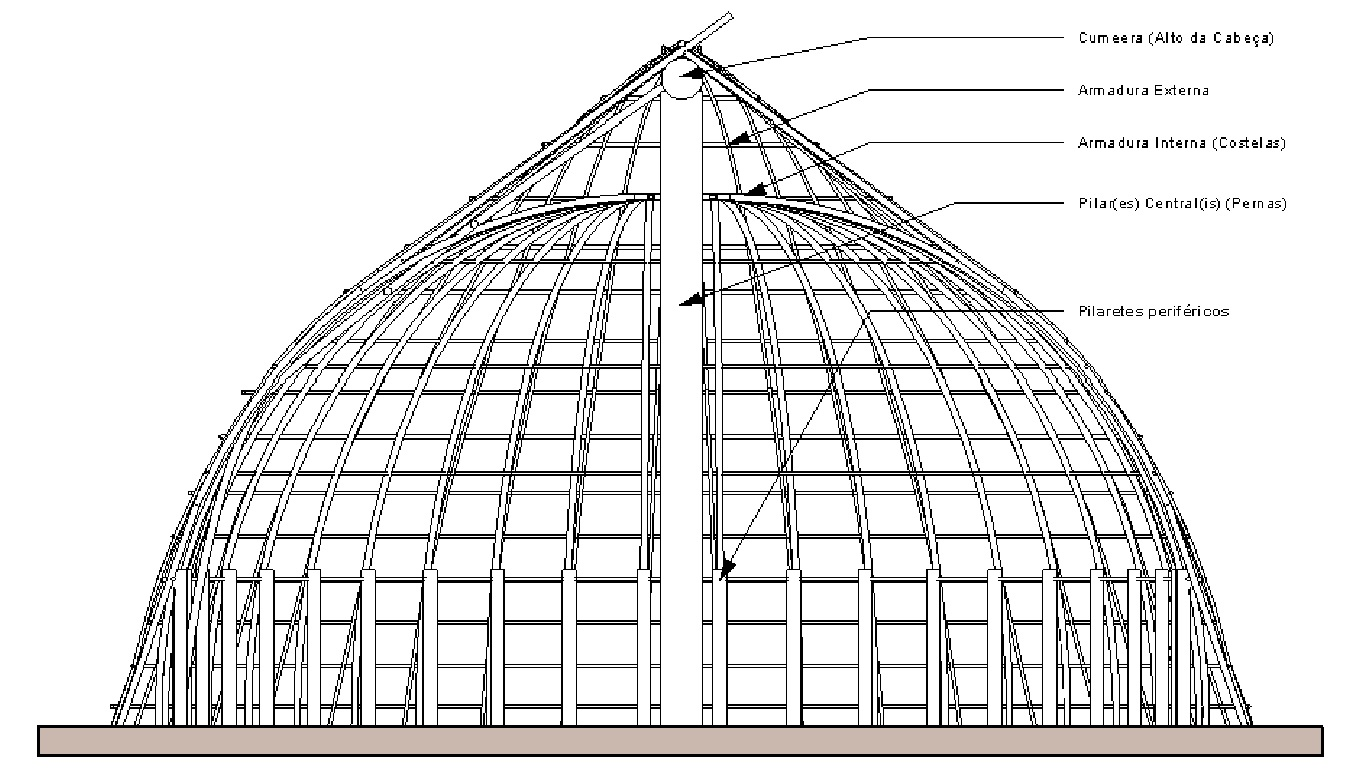
Corte transversal da Casa Xinguana

Uma das principais características das habitações xinguanas é o antropomorfismo, fazendo referência ao corpo de um homem ou de um animal. A parte frontal configura o peitoral, assim os fundos representam as costas, os pilares, as pernas, a cumeeira está relacionada com a cabeça, a ala íntima da casa é diagramada pelos semi-círculos laterais, e são designados como as nádegas da casa, assim como as duas aberturas são como a boca e o ânus. A estrutura faz referência às costelas, e o revestimento seriam os cabelos. O antropomorfismo das construções xinguanas se assemelha muito com as da tribo dos índios Marubos, associando a construção à uma espécie de proteção xamânica.[carece de fontes?]
As malocas são dotadas de apoios verticais duplos que suportam vigas paralelas. Sobre a peça que une os dois pilares, uma espécie de pontilhão vertical apoia a cumeeira.
Há, porém, uma preocupação muito grande dos povos que vivem no Alto Xingu com a escassez de alguns materiais utilizados há séculos e que estão se acabando devido às novas formas de relação com o local em que vivem.[carece de fontes?]

## Técnicas construtivas

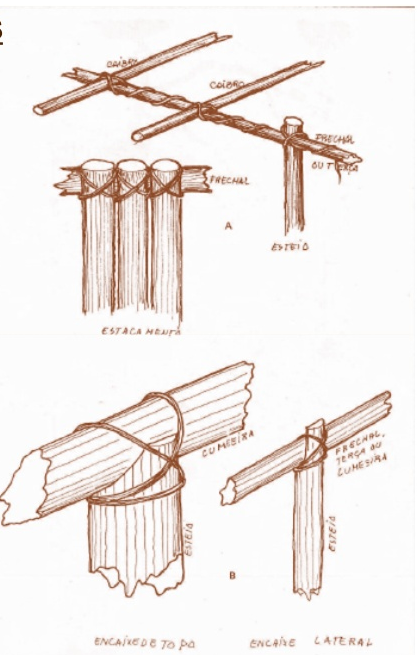
Amarração e encaixe

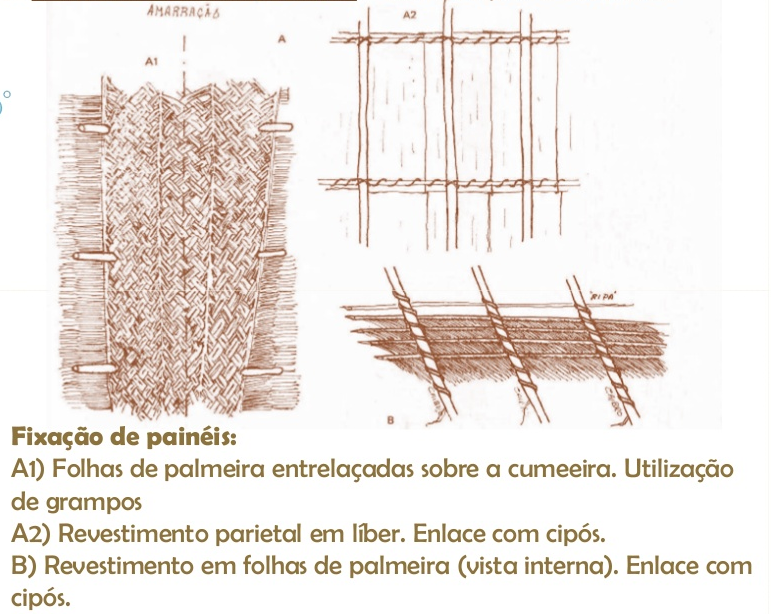
Formação de painéis indígenas

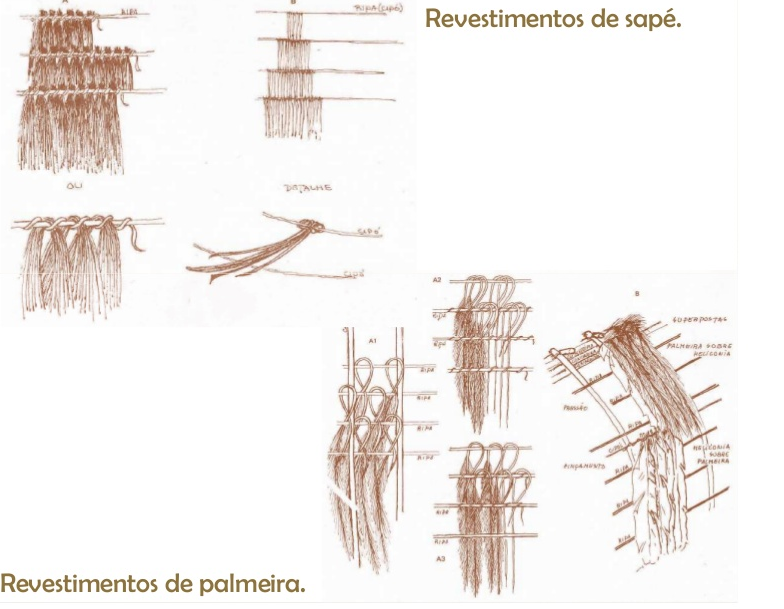
Revestimento de palmeira indígena

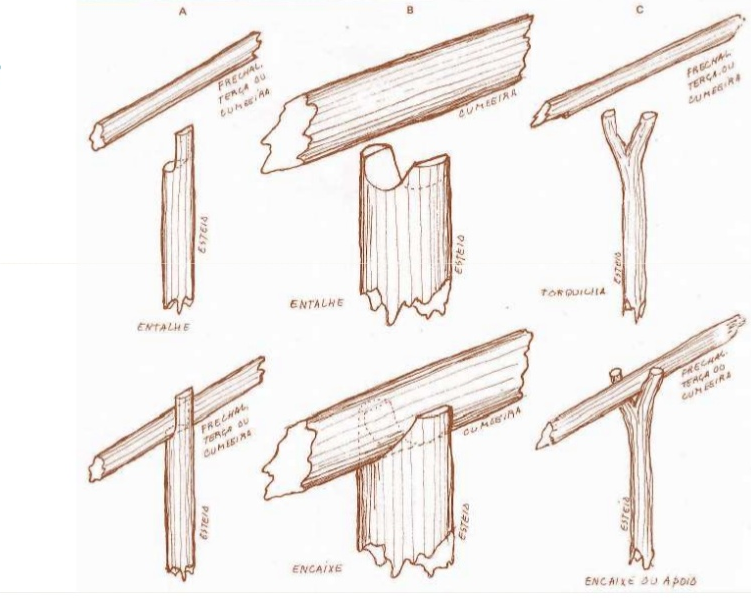
Amarração e encaixe indígena

Técnicas construtivas, matérias aplicados e adaptações ao meio fazem parte do contexto de cada região étnica. Geralmente as técnicas e materiais empregados se assemelham entre as tribos. O que difere são algumas formas aplicadas e a adaptação que a tecnologia sofreu em relação a região climática. Os materiais utilizados destacam-se a madeira, folhas e fibras. Uma técnica muito comum, é o sistema de amarrações, que é um conjunto de procedimento técnico de fixação de diferentes elementos construtivos, de estrutura ou revestimento. Entrelaçando as peças de madeira com  cipó. Os sistemas de encaixe são bastante utilizados na arquitetura. Existe o encaixe lateral, que são paus ligeiramente escavados para obtenção de melhor ajustamento. O encaixe de topo, quando uma peça horizontal é fixada acima de outra vertical. As diferentes técnicas podem ser usadas ao mesmo tempo.